# 美洲油棕
美洲油棕（学名：Elaeis oleifera）又名黑果棕、美洲油棕榈，分布于中美洲至南美洲热带地区。

## 特征
本种树干沿地面匍生，叶片大而宽阔，高位芽，花、果与近亲非洲油棕相似，但产油量低，因此美洲油棕本身几乎不作为经济作物栽种，但一些油棕园会栽培非洲油棕与美洲油棕的杂交种（E. guineensis x E. oleifera）以提高不饱和脂肪的含量，同时增强作物的抗病性。

## 分布
本种分布于中、南美洲热带地区，包括哥斯达黎加、洪都拉斯、尼加拉瓜、巴拿马、法属圭亚那、苏里南、哥伦比亚、厄瓜多尔、秘鲁及巴西北部。